# Sornßiger Berg
Der Sornßiger Berg (obersorbisch Žornšanska oder Žornosyčanska hora), auch Kuppritzer Berg genannt, ist eine 503,5 m ü. NHN höhe Erhebung ein Kilometer südlich von Sornßig im Landkreis Bautzen in Sachsen.

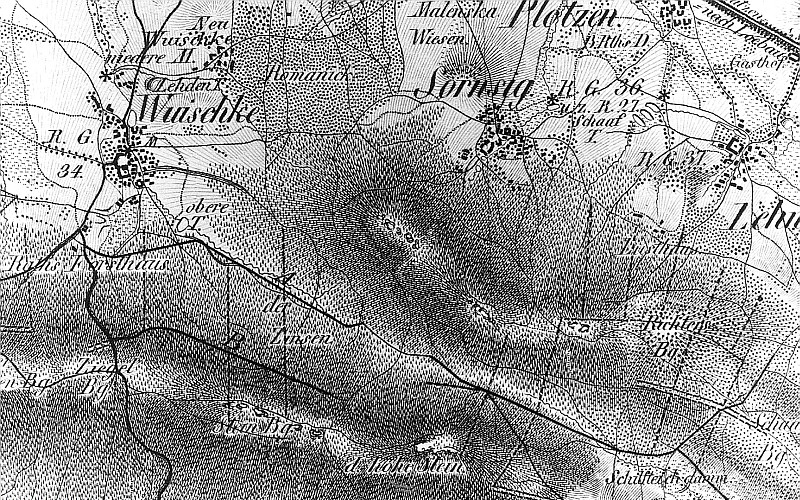
Sornßiger Berg, ohne Bezeichnung, Karte von 1821/1822

Der Sornßiger Berg stellt die höchste Kuppe des nördlich der Ostflanke des Czornebohzuges vorgelagerten Bergzuges dar, zu dem noch die beiden östlich gelegenen Erhebungen Richtersberg und Schafberg gehören. Vom 860 Meter südlich entfernt gelegenen Hochstein wird der Sornßiger Berg durch eine unter 430 m ü. NN reichende Senke getrennt.
Der technisch schwer nutzbare Zweiglimmergranodiorit stellt das Grundgestein des Sornßiger Berges dar, der im Ostteil der Bergkette vom Czorneboh an vorherrscht. Steinbrüche kommen aufgrund der schlechten Verwertbarkeit des Gesteins daher nicht vor. Einige niedrige Gesteinsklippen lassen sich auf dem Gipfel finden, während die Hänge lokal stark mit Blöcken bestreut sind.
Der alte Name Kuppritzer Berg ergab sich, da der Wald auf dem Gipfel früher zum Rittergut Kuppritz gehörte.

## Flora
Fichten bilden nahezu vollständig die Hauptbaumart des Waldes vom Sornßiger Berg. Vereinzelt sind sie von Rotbuchen durchsetzt. Kleinflächig macht sich der ursprüngliche Stieleichen-Birkenwald mit Heidelbeere (Vaccinium myrtillus) und Wiesen-Wachtelweizen (Melampyrum pratense) bemerkbar.